# Christian Winiger
Christian Winiger (Zürich, 25 januari 1945 – Volketswil, 27 juli 2025) was een Zwitsers voetballer die speelde als aanvaller.

## Carrière
Winiger maakte zijn profdebuut voor FC Zürich in 1965 en speelde er tot in 1970 tussendoor speelde hij kort voor FC Winterthur, toen vertrok hij voor een jaar naar BSC Young Boys. Nadien speelde hij tot in 1974 voor Grasshopper Club Zürich.
Hij speelde een interland voor Zwitserland waarin hij niet kon scoren.